# Landtagswahlkreis Wesel III
Der Landtagswahlkreis Wesel III ist ein Landtagswahlkreis in Nordrhein-Westfalen. Er umfasst vom Kreis Wesel die Gemeinden Hamminkeln, Hünxe, Schermbeck und Wesel.
Von 1980 bis 2000 umfasste der Wahlkreis noch die Gemeinden Dinslaken, Hünxe und Voerde. Zur Wahl 2005 wurde der Zuschnitt geändert, der neue Wahlkreis Wesel III umfasste nunmehr Hamminkeln, Hünxe, Schermbeck, Voerde und Wesel. Zur Wahl 2022 wurde die Gemeinde Voerde an den Wahlkreis Wesel II abgegeben.

## Landtagswahl 2022
Wahlberechtigt zur Landtagswahl 2022 waren 90.555 Einwohner des Wahlkreises. Die Wahlbeteiligung lag bei 58,2 %.
| Direktkandidat        | Erststimmen in % | Partei    | Zweitstimmen in % |
| --------------------- | ---------------- | --------- | ----------------- |
| Charlotte Quik        | 43,0             | CDU       | 41,1              |
| Kerstin Löwenstein    | 29,7             | SPD       | 27,7              |
| Elke Langenbrink      | 13,1             | GRÜNE     | 14,8              |
| Nadine Kleinsteinberg | 5,0              | FDP       | 5,5               |
| Holger Raumann        | 4,1              | AfD       | 4,3               |
| Hilmar Schulz         | 1,7              | DIE LINKE | 1,3               |
| –                     | 3,3              | Sonstige  | 5,3               |

## Landtagswahl 2017
Wahlberechtigt zur Landtagswahl 2017 waren 120.162 Einwohner des Wahlkreises. Die Wahlbeteiligung lag bei 68,5 %.
| Direktkandidat         | Erststimmen in % | Partei    | Zweitstimmen in % |
| ---------------------- | ---------------- | --------- | ----------------- |
| Norbert Meesters       | 36,9             | SPD       | 34,0              |
| Charlotte Quik         | 39,4             | CDU       | 33,1              |
| Ulrich Lütke           | 4,2              | GRÜNE     | 4,9               |
| Helen Carina Fuchs     | 7,9              | FDP       | 12,2              |
| Guido Schlüter         | 1,5              | PIRATEN   | 0,9               |
| Sascha Heribert Wagner | 4,6              | DIE LINKE | 4,4               |
| Stefan Kawinski        | 5,6              | AfD       | 7,2               |
| –                      | –                | Sonstige  | 3,4               |

Der Wahlkreis wird durch die erstmals gewählte Wahlkreisabgeordnete Charlotte Quik (CDU) im Landtag vertreten, die den Wahlkreis nach sieben Jahren von der SPD zurückeroberte. Der bisherige SPD-Abgeordnete Norbert Meesters schied aus dem Landtag aus, da nach der Wahlkreisniederlage auch sein Landeslistenplatz 72 nicht zog.

## Landtagswahl 2012
Wahlberechtigt zur Landtagswahl 2012 waren 120.467 Einwohner des Wahlkreises. Die Wahlbeteiligung lag bei 62,4 %.
| Direktkandidat     | Erststimmen in % | Partei    | Zweitstimmen in % |
| ------------------ | ---------------- | --------- | ----------------- |
| Norbert Neß        | 32,7             | CDU       | 26,4              |
| Norbert Meesters   | 44,8             | SPD       | 42,7              |
| Beate van Laak     | 7,6              | GRÜNE     | 9,1               |
| Bernd Reuther      | 4,2              | FDP       | 8,0               |
| Hilmar Schulz      | 2,6              | DIE LINKE | 2,5               |
| Thomas Weinbrenner | 7,8              | PIRATEN   | 7,5               |
| Sonstige           | 0,3              | Sonstige  | 3,8               |

## Landtagswahl 2010
Wahlberechtigt zur Landtagswahl 2010 waren 120.614 Einwohner des Wahlkreises. Die Wahlbeteiligung lag bei 62,3 %.
| Direktkandidat    | Erststimmen in % | Partei    | Zweitstimmen in % |
| ----------------- | ---------------- | --------- | ----------------- |
| Wolfgang Hüsken   | 39,5             | CDU       | 34,6              |
| Norbert Meesters  | 40,3             | SPD       | 37,9              |
| Beate van Laak    | 8,3              | GRÜNE     | 9,8               |
| Simon West        | 3,5              | FDP       | 6,4               |
| Hilmar Schulz     | 4,7              | DIE LINKE | 5,1               |
| Heiner Christinck | 0,8              | FAMILIE   | 0,6               |
| Tobias Stephan    | 1,8              | PIRATEN   | 1,6               |
| Dieter Nötzel     | 0,9              | RENTNER   | 0,9               |
| -                 | -                | Sonstige  | 3,2               |

## Landtagswahl 2005
Wahlberechtigt zur Landtagswahl 2005 waren  118.350 Einwohner des Wahlkreises. Die Wahlbeteiligung lag bei 65,6 %.
| Direktkandidat       | Partei | Stimmen in % |
| -------------------- | ------ | ------------ |
| Horst-Dieter Vöge    | SPD    | 39,4         |
| Wolfgang Hüsken      | CDU    | 44,5         |
| Steffen Langenberg   | FDP    | 6,3          |
| Elisabeth Füllgraf   | GRÜNE  | 4,9          |
| Wilfried Steenbreker | REP    | 0,5          |
| Michael Schruba      | PDS    | 0,9          |
| Mathias Rochow       | NPD    | 0,8          |
| Ulrich Kuklinski     | WASG   | 2,7          |